# Pseudopachydissus
Pseudopachydissus is een geslacht van kevers uit de familie van de boktorren (Cerambycidae). De wetenschappelijke naam van het geslacht werd voor het eerst geldig gepubliceerd in 1933 door Maurice Pic.

## Soorten
- Pseudopachydissus rufofemoralis Pic, 1933
- Pseudopachydissus taiwanensis (Hayashi, 1992)
- Pseudopachydissus tamdaoensis (Hayashi, 1992)